# 夜の赤塚不二夫
『夜の赤塚不二夫』（よるのあかつかふじお）は、オンデマンド版「赤塚不二夫漫画大全集」全271巻（小学館/コミックパーク）や電子書籍シリーズ既刊188巻（フジオ・プロダクション/ebookjapan）にも未収録となっていた赤塚不二夫の漫画作品18タイトルを初収録した単行本である。リスト漏れ作品を中心に、それまで存在を知られていなかった“幻の赤塚漫画”の数々が明らかになった。

## 概要
2021年7月28日、なりなれ社より発行、星雲社より発売。企画はフジオ・プロダクションによる。
メイン作品は1986年末からの約半年間、大衆雑誌『話のチャンネル』（日本文芸社）に連載された、「夜」の世界を描いた異色作『花ちゃん寝る』全13話。
さらにその前後、1970年代から1990年代にかけて、赤塚がさまざまな雑誌・新聞に発表した大人向け短編作品の中から、選りすぐりの17タイトルが『大人の赤塚不二夫』（幻の短編セレクション）としてまとめられた。赤塚の生涯最後の読み切り短編『お正月ざんす』も初収録されたほか、同作品の下書き原稿や別アイデア（未発表作品）『おめでたいのだ』の存在が明らかになった。

## 収録作品

### 夜の赤塚不二夫
花ちゃん寝る（全13話）
初出：『話のチャンネル』（日本文芸社）1986年12月19日発売号（1987年1月2・16日合併号）から1987年6月19日発売号（7月17日号）
「スナック」と「色恋」をテーマにした下ネタ満載のギャグ漫画。1985年から連載が減少し、漫画家としての危機を迎えていた赤塚不二夫が、再起を目指して描いた作品である。連載減少から再ブレイクを果たすまでの狭間の時期に描かれた短期連載作品であるがゆえ、その存在がほとんど知られておらず、国立国会図書館にも5号（5話）分しか保存されていない “幻の赤塚漫画”であったが、2021年7月、30年以上の時を経て、単行本に完全収録された。
第10話は、「奇跡的に発掘された」という「原稿コピー」を元に、当時の原稿が再現されており、吹き出しの台詞が写植ではなく、赤塚不二夫の自筆文字になっている。

### 大人の赤塚不二夫（幻の短編セレクション）
モトムくん（全2話）
初出：『リクルートタイムズ』（日本リクルートセンター）1980年3月21日号、1980年8月頃
イレズミ作戦
初出：『リイドコミック』（リイド社）1976年10月7日号
ナンカナイト物語
初出：『スパック』（版元不明）1978年7月頃　創刊号
トラベ郎（全12話）
初出：『旅行ホリデー』（学習研究社）1979年4月号～1980年3月号
赤塚不字夫のギャグ漫字
初出：『リイドコミック』（リイド社）1979年1月4日号
愛情レストラン
初出：『ビッグ辻調』（大阪あべの辻調理師学校）1979年4月1日創刊号
ウナギイヌ（全8話）
初出：『うなぎ新聞』（ライフサイエンスインフォメーション）1979年12月1日・第2号、1980年1月25日・第3号、2月24日・第4号、4月10日・第5号、4月25日・第6号、5月25日・第7号、7月15日・第8号、8月25日・第9号
仲良き事は美しき哉
初出：『プレイコミック』（秋田書店）1982年9月9日号
西暦2000年の生活風景
初出：『週刊住宅情報』（週刊住宅新聞社）1990年1月3・10日 新年特別増大号
合点だい！
初出：『合点だい！ パチパチロックンロール増刊』（CBSソニー出版）季刊創刊第壱巻 1991年2月8日発行
愛しのモンローちゃん
初出：『パチンカーワールド』（白夜書房）1995年4月16日号
たまごっちなのだ！！
初出：『週刊朝日』（朝日新聞出版）1997年5月9・16日合併号
昭和よっぱらい研究所
初出：『平成よっぱらい　夏生増刊』（祥伝社）1995年8月20日号
ニャロメ
初出：『まんがバカなのだ　赤塚不二夫展　出展作品図録』（フジオ・プロダクション）1997年6月1日発行
用心棒
初出：『週刊漫画サンデー』（実業之日本社）1996年11月5日 創刊2000号記念特大号③
イヤミの敬老の日
初出：『北日本新聞』（北日本新聞社）1998年9月12日付　ほか全国各紙　※共同通信社配信
お正月ざんす
初出：『新潟日報』（新潟日報社）1999年1月5日付　ほか全国各紙　※共同通信社配信
遺作。下書き原稿、別アイデア『おめでたいのだ』を同時収録。
また、『イヤミの敬老の日』『お正月ざんす』についての詳細はおそ松くん#特別編を参照のこと。

## 収録コラム・インタビュー
- 「はじめに　1986年前後の赤塚不二夫」 松木健也（フジオ・プロダクション）
- 「『花ちゃん寝る』を手伝っていた頃」 吉勝太（制作アシスタント）
- 「『花ちゃん寝る』はスナックの根源が描かれている！」 玉袋筋太郎（一般社団法人 全日本スナック連盟・会長）

## 補足
- 収録作品として目次には含まれていないが、松木健也のコラム記事内に参考図版として『お正月ざんす』の下絵と同作の没アイデア『おめでたいのだ』の下絵、未単行本化作品『いじわる時事（じじい）』3話分（全56話のうち第1話・44話・53話）、玉袋筋太郎のインタビュー記事内にフジオプロ周辺（下落合駅～中井駅の一帯）を描いた『わが街』が初収録されている。

## 書誌情報
- 赤塚不二夫『夜の赤塚不二夫』なりなれ社、2021年7月28日発行、ISBN 978-4-434-29303-0[9]